# フアン・カルロス・ブゼッティ
フアン・カルロス・ブゼッティ（Juan Carlos Buzzetti、1945年2月26日 - ）は、ウルグアイ出身のサッカー指導者。

## 経歴
父は元サッカー選手であり、叔父は1952年から1955年の間、ウルグアイの名門クラブであるCAペニャロールの会長を務めていた。1974年、家族と共にオーストラリアに移住。その後20年に渡り、州の養成機関で指導者として過ごした。
2000年にバヌアツ代表の監督に就任し、4年間務めた後、2006年から2009年まではフィジー代表を率いた。2011年、再びフィジー代表の監督に就任。契約満了に伴い2015年、監督を退任した。